# Hôn nhân cùng giới ở Guanajuato
Hôn nhân cùng giới ở Guanajuato được hợp pháp từ ngày 20 tháng 12, 2021. Vào ngày này, Thư kí Bang, Libia Dennise García Muñoz, thông báo chỉ đạo chính thức đến các công chức, đề cập đến việc đăng kí dân sự cho phép các cặp cùng giới có thể kết hôn ở bang, có hiệu lực ngay lập tức.